# (211480) 2003 FC7
(211480) 2003 FC7 (2003 FC7, 2008 FQ19) — астероїд головного поясу, відкритий 26 березня 2003 року.
Тіссеранів параметр щодо Юпітера — 3,269.